# くじびき勇者さま
『くじびき勇者さま』（くじびきゆうしゃさま）は、清水文化による日本のライトノベル。イラストは牛木義隆が担当。HJ文庫（ホビージャパン）より2006年9月から2009年10月まで刊行された。

## ストーリー
フォルティアース大陸東部の宗教都市・サクラスはソルティス教の聖地であり、同じソルティス教を信仰する王国連合帝国の首都でもある。
ソルティス教の教義では、くじびきはソルティス神が行くべき道を示す神聖な儀式とされているが、見習い修道女のメイベル・ヴァイスは10年前に通学する小学校を決めるくじびきで修道院に入れられてから「くじびきなんて大っキライ」と公言してはばからなかった。
そんな折、メイベルはかつて大流行し総人口の3分の2を死に至らしめた原因不明の感染症・デスペラン（ドラゴン病）に似た症状の病気が大陸の西側にある竜の山脈付近から東に向かって拡大していることに気付き、帝国議会は大規模な調査隊を編成するがその調査隊はドラゴンの攻撃を受けて壊滅してしまう。しかも、調査隊壊滅の報で動揺する首都・サクラスでソルティス教を邪教呼ばわりするドラゴン教アサッシニオ派のテロ攻撃が勃発。テロに巻き込まれた買い物帰りのメイベルと大陸の北方・ユーベラス地方出身で警備隊の仕官者を決めるくじに外れ続けている剣士・ナバルは絶妙の連携でテロリストの一味を撃退する。
そして、第二次調査隊編成と同時に議会は「救世の勇者選抜」と題するくじびきの実施を決定。くじの結果、救世の勇者にはナバルが、その従者にはメイベルが選ばれてしまう。

## 登場人物
作中で明記されていない人物設定は、原作者のサイトに掲載されている公式設定に拠る。
メイベル・ヴァイス
主人公。サクラス中央教会付きの修道女で、宮廷料理人の資格を持つ16歳。当初は見習い修道女（シスター）で、救世の勇者選抜により正修道女（レディ）に、3番札（第3巻）でデスペラン騒動を解決した功績により聖修道女（セイント）に昇格している。聖暦787年2月23日生まれ。
大陸中西部・シルヴ侯国南部のレヴァイン地方出身。6歳の時に小学校進学を決めるくじびきで修道院へ入れられ、厳しい戒律のもとで窮屈な生活を強いられ続けたことから自分の運命は自分の意思と努力で切り開くべきであると確信すると共に「くじびきなんて大っキライ」と日頃から公言。調理係を志願した理由も「朝の礼拝に参加しなくても済むから」と、おおよそ修道女らしからぬ信仰心の薄さであるが料理の腕前は一流である。博物学に対する興味から様々な知識を習得し、建築学・電気工学・栄養学など研究者顔負けの博識ぶりを誇っており帝国技術研究所で進行している研究の大半に大なり小なり関わっている。
「救世の勇者選抜」で救世の勇者・ナバルの従者に選ばれたことから教会での窮屈な生活からは解放されたものの、デスペラン騒動解決後にある貴族議員の陰謀で処刑されそうになったことからナバルと共に南方へ逃亡の旅に出る。その途中、南方教会の中心地であるラクスで様々な先進的技術に触れると共に驚異的な技術革新をもたらし、南アルテース各都市の内戦を終結させた後、西アルテース軍の侵攻から南アルテースを防衛。デスペラン騒動解決の折からマウンテン・ドラゴンと親交があることから、ソルティス教南方教会に属する諸都市の代表や南アルテース地方西部のドラゴン教徒たちからも推挙され南アルテース連邦共和国の初代大統領に就任。その後もアルテース西南戦争で双方の犠牲者を最小限に留めつつ優位に進め、ビーズマス卿を失脚に追い込む。ところが、ビーズマス卿の失脚に伴う西アルテース新公王の選出で当たりくじを引き、南アルテース大統領と西アルテース女王を兼務することになってしまう。救世の旅から8年後、ナバル・フェオールと結婚。
ナバル・フェオール
大陸北部・ユーベラス地方出身の剣士。ユーベラスの領主・アキロキャバス公からその腕前を高く買われており、帝国剣術大会では準優勝の経験を持つが、警備隊の仕官者を決めるくじに外れ続けているため浪人の身であった。アキロキャバス公に随行してサクラスを訪れた際にメイベルと知り合い、ドラゴン教アサッシニオ派のテロ攻撃に巻き込まれた際には絶妙の連携でテロリスト達を撃退。その後で「救世の勇者選抜」のくじを引き当てたことからメイベルと共に竜の山脈を目指して旅に出ることになる。
警備隊員仕官のくじに外れ続けていたことについて、本人はくじ運が悪いとは思っておらず救世の勇者こそが自分の天職だと考えている。旅の行き先をくじで決めるというルールにメイベルが否定的なのに対しナバルは肯定的であり、ある意味では敬虔なソルティス教徒である。
南方への逃避行に際し、メイベルの博識・多才ぶりに対して剣術しか取り柄が無いことを悩むが行商人に随行して旅をしたことが契機となって会計を習得したり、南アルテース地方で開発されたグライダーの操縦を覚えるなど、徐々に新しい技能を身に付けている。
パセラ・アヴィシス
サクラス中央教会でメイベルのルームメイトであった修道女。聖暦786年12月17日生まれ。本来は見習い修道女であるが、貴族議員が偽のくじを作ってメイベル達を陥れようとした事件を未遂に終わらせた際の顛末により一旦、正修道女へ昇格の後に再び見習い修道女へ降格されている。担当は給仕係。東アルテース地方の首都・サンルミネの西側にあった開拓地に築かれた町の出身であるが、その町を襲った大洪水で両親を失いサンルミネの教会に引き取られた。
眼鏡がトレードマークで、マイペースな性格。メイベルと違ってソルティス教の神聖な儀式であるくじびきの結果には常に敬意を払っており伝統の維持と継承を常に優先している。4番札まで、作者に代わってあとがきを担当した。
ロード・クラウ・アスピス・リ・フローレス・ド・アキロキャバス・ユーベラス
アキロキャバス公爵家の三男で、帝国軍騎兵隊長。メイベルに一目惚れしてから執拗にアタックを試るがことごとく失敗に終わっている。そのため、自分が紹介したナバルがメイベルと共に旅だったことに苛立ちを見せることも少なくなく、メイベルの消息には常に神経を尖らせている。同じ居残り組であるパセラと行動を共にすることが多いが、クラウ本人にはメイベルしか見えていないため当初はパセラの名前を覚えようとはせず「友人A」と呼んでいた。もっとも、パセラの過去を知ってからは名前を呼ぶようになっている。
アウル博士（アウルはかせ）
帝国技術研究所の所長。実質的な助手であるメイベルの理解者かつ、その多才ぶりを高く評価している人物でもある。
レジーナ・テルル
東アルテース地方の領主・テルル公の孫娘で本名はレジーナ・ラ・ルース・ド・テルル・アイシア・アルテーズだが、サンルミネの修道院に入ってからは庶民風の名乗りを使用している。聖暦786年2月24日生まれ。書記係の見習い修道女で、最近になって開発された電信により各地からサクラス中央教会へ寄せられる情報に目を通している。
サンルミネの教会にいた頃からパセラと何かにつけて張り合っていたが、その一方でパセラのことを最も気遣っていた。7番札より、作者に代わって3代目のあとがきを担当。

### 中央教会・帝国議会関係者
大司教（だいしきょう）サンクトゥス8世
王国連合帝国皇帝を兼務するソルティス教の最高指導者。宗教上は最高位にあるが、政治的な権限は持たずそれらは帝国議会の貴族議員に委ねられている。
9番札(第9巻)「誰が大元帥よ！？」で西方大陸のドラゴンの襲撃を受けて大けがを負い、その怪我が元で死亡した。
アキロキャバス卿（アキロキャバスきょう）
クラウの父で、大陸北方・ユーベラス地方の公爵。貴族議員としては穏健派に属する。庶民の出であるナバルの剣の腕を高く評価しており、サクラスでの帝国議会招集に際して随行させた。
クリプトン卿（クリプトンきょう）
レジーナの伯父。ソロリエンス新聞の誤報（当初から世情の不安を煽って拡販を意図した新聞社の捏造であったと見られている）に端を発する西アルテース自治戦争未遂事件で、交戦を直前に回避したかつての英雄。現在は階段をのぼるのも苦痛なほどの肥満体で当時の勇姿は見る影も無いが、穏健派の貴族議員として人望は厚く帝国議会の終身幹部に列せられている。
デスペラン騒動では、1000年以上にわたり途絶えていた人間とドラゴンの和平を実現するための交渉役として帝国全権大使を引き受けた。
ビーズマス卿（ビーズマスきょう）
西アルテース地方の公爵。帝国を構成する各国の貴族では序列第3位であるが、失言癖と度を超した自己保身に走る態度から帝国議会の執政幹部に推挙されないでいる。
アキロキャバス卿ら穏健派の失脚を目論み、子飼いの貴族議員らと結託して始めから失敗することを前提に「救世の勇者選抜」くじを発案。しかし、くじで選ばれたナバルとメイベルがデスペラン騒動を平和的に解決したことからその褒賞のくじを偽のくじ（どのくじを引いても2人は処刑される）とすり替えるが、未遂に終わってしまう。この一件によりナバルとメイベルは南方への逃避行に旅立った一方、ビーズマス卿は西アルテース第二の都市・サンクヮッドで事件のほとぼりが冷めるのを待ちながら中央教会名義の偽手配書を作成して各地に流し、メイベルとナバルを賞金首に仕立て上げたのを始め議員特権により訴追されないのを最大限に利用しての自己保身に余念が無かった。そして、強引な軍備の増強を進め長年の内紛が収束を迎えつつあった南アルテース地方への侵攻に乗り出すが南アルテースの急進的技術革新に太刀打ち出来ず連戦連敗。そのうち、戦争が卿の個人的な逆恨みで起こされたという真相が国内に知れ渡ったことで求心力を失い、新発明の飛行機で南アルテースの暫定首都・ラクスから1日足らずで西アルテースの首都・サンウーヌスへ直談判に来たメイベルに会うことなく逃亡、消息不明となっている。

### ドラゴン教関係者
ブルーノ・アサッシニオ
フォルティアース大陸においてソルティス教に次ぐ勢力を持つドラゴン教の中でソルティス教を敵視する過激派・アサッシニオ派の指導者。ソルティス教打倒のためテロ攻撃を指揮しているが、どこか抜けた性格でもある。帝都サクラスでの攻撃をメイベルとナバルに妨害されて以来、2人の行く先々で配下を従えて勝負を挑んで来たがデスペラン騒動解決の後、メイベル達とマウンテン・ドラゴン達の親交を目の当たりにして以降は不本意ながらも南アルテース横断鉄道建設や西アルテース軍の侵攻からの防衛戦に協力する。
第六隊長（だいろくたいちょう）
ブルーノの部下で、アサッシニオ派の実動部隊を率いる責任者の1人。他の隊長が救世の勇者討伐に失敗し、次々と脱落する中で残った髭面の猛者。

### マウンテン・ドラゴン
カーム・コップ
大陸の西方・竜の山脈に棲むドラゴンの長老。帝国が派遣したデスペラン調査隊が一方的に攻撃を仕掛けて来たため、その度に壊滅させるが奇岩の高地で知り合ったメイベル達を気に入り、これが1000年以上にわたって途絶えていた人間とドラゴンの和平交渉開始に繋がる。
フェレラ・コップ
カームの孫娘。デスペラン騒動の際にメイベル達と仲良くなり、後に人間社会を見学するためと称して人間に化身し、南アルテースの中心都市・ラクスで賞金首となり逃亡中のメイベル達と再会する。5番札、6番札のあとがきを担当している。
パゲトン
子供のマウンテン・ドラゴン。フェレラ達とラクスへ向かう途中ではぐれ、南アルテース横断鉄道の建設途中で中継点のフォーレに降り立つ。子供ながら食欲は旺盛で、宴席の料理を1匹で食べ尽くしてしまいかねない勢いを見せる。

### 南アルテース地方
リディア・メルカトル
東アルテース地方と大陸東方のリダス半島を巡回するキャラバン隊・メルカトル商会の女将（総責任者）。野盗に襲われたところを逃避行中のメイベル達に救われ、南アルテース地方北端のメルキアまで共に旅をする。その後、南アルテース横断鉄道建設の話を聞きつけキャラバン隊を解散し、ラクス - メルキア間の鉄道建設・経営に出資することを表明する。
シーザー・フランク
数多くの発明家を輩出していることで知られる南アルテースの中心都市・ラクスの市長。自身も発明家であり、グライダーの改良に取り組んでいたがメイベルにより持ち込まれた帝都サクラスの技術に触れて以降、2人で様々な改良・発明に取り組み他都市との内戦終結後に西方の中心都市・サンスタグとの間を直結する南アルテース横断鉄道建設に乗り出す。
エミリオ・リットン
南方教会所属の正修道士（ドン）で、書記係。普段はラクス市役所で経理を担当している。人を傷付けることに対する嫌悪感が強く、西アルテース侵攻に対する防衛戦において急激な勢いで新型兵器が開発されて行く光景を目の当たりにして複雑な表情を見せる。
キャロル・フランク
南方教会所属の正修道女（レディ）で、医療係の資格を持つ。ナバルにグライダー操縦術を教えるが、ナバルがごく近い人物の恋愛感情に全く気付いていないことにしばしば呆れ返っている。
ジェニフィ・クライン
南方教会所属の正修道女（レディ）で、土木係の資格を持つ。メイベル達に珪油生成プラントを案内し、後には南アルテース横断鉄道建設の主任となる。

## 漫画
『くじびきシスタ〜ず』は、原作・清水文化、作画・牛木義隆の漫画作品。『キャラの!』（旧『Novel JAPAN』）2007年8月号から不定期で連載されていたが、雑誌の休刊により未完となっている。雑誌掲載エピソードは全6話。
小説の前日談に当たるエピソードで、パセラとメイベルの出会いやサクラス中央教会での日常をパセラの視点から描いている。

### 本作のみの登場人物
アピス・カティーヌ
パセラとメイベルがルームメイトになる前の年度にメイベルと同じクラスだった生徒。一人称は「ボク」で、独特のイントネーションを交えた癖の強い喋り方が特徴。特技は手芸で、服のサイズを測るため左手首にメジャーを巻き付けているが、実は男である。

## 既刊一覧
- 清水文化（著）・牛木義隆（イラスト） 『くじびき勇者さま』 ホビージャパン〈HJ文庫〉、全11巻
  1. 「誰が小娘よ!?」2006年9月30日初版発行、ISBN 4-89425-471-9
  2. 「誰がお荷物よ!?」2006年12月1日初版発行、ISBN 4-89425-489-1
  3. 「誰が聖女よ!?」2007年2月1日初版発行、ISBN 978-4-89425-507-4
  4. 「誰が女神さまよ!?」2007年6月1日初版発行、ISBN 978-4-89425-564-7
  5. 「誰が守り神よ!?」2007年10月1日初版発行、ISBN 978-4-89425-610-1
  6. 「誰が初代大統領よ!?」2008年2月1日初版発行、ISBN 978-4-89425-657-6
  7. 「誰がくじびき女王よ!?」2008年5月31日初版発行、ISBN 978-4-89425-715-3
  8. 「誰が宇宙人よ!?」2008年10月1日初版発行、ISBN 978-4-89425-765-8
  9. 「誰が大元帥よ!?」2009年1月31日初版発行、ISBN 978-4-89425-818-1
  10. 「誰が神の御使いよ!?」2009年6月01日初版発行、ISBN 978-4-89425-884-6
  11. 「誰が真くじびき聖女よ!?」2009年10月1日初版発行、ISBN 978-4-89425-941-6